# Book of the Dead
Book of the Dead je druhé studiové album švédské powermetalové hudební skupiny Bloodbound. Vydáno bylo 25. května 2007 vydavatelstvím Metal Heaven. Přestože se jedná o teprve druhé album skupiny, již na něm působí nový zpěvák Michaelem Bormannem, jenž nahradil Urbana Breeda. V kapele ovšem nezůstal dlouho a po vydání desky ho vystřídal vracející se Breed. Book of the Dead je hudebními kritiky oproti předchozímu albu Nosferatu (2005) hodnoceno jako méně kvalitní.

## Seznam skladeb
Všechny skladby napsal(i) Bloodbound. 
| Pořadí         | Název               | Délka |
| -------------- | ------------------- | ----- |
| 1.             | Sign of the Devil   | 5:23  |
| 2.             | The Tempter         | 4:53  |
| 3.             | Book of the Dead    | 4:04  |
| 4.             | Bless the Unholy    | 4:12  |
| 5.             | Lord of Battle      | 5:06  |
| 6.             | Flames of Purgatory | 5:09  |
| 7.             | Into Eternity       | 4:54  |
| 8.             | Black Heart         | 5:03  |
| 9.             | Black Shadows       | 5:52  |
| 10.            | Turn to Stone       | 4:46  |
| 11.            | Seven Angels        | 7:08  |
| Celková délka: | Celková délka:      | 56:30 |

## Obsazení
- Michael Bormann – zpěv
- Tomas Olsson – kytara
- Henrik Olsson – kytara
- Fredrik Bergh – basová kytara, klávesy, doprovodný zpěv
- Pelle Åkerlind – bicí, perkuse

Technická podpora
- Per Ryberg – mixing, mastering
- Carl-André Beckston – přebal alba